# Dorfkirche Stolzenhagen (bei Lunow)

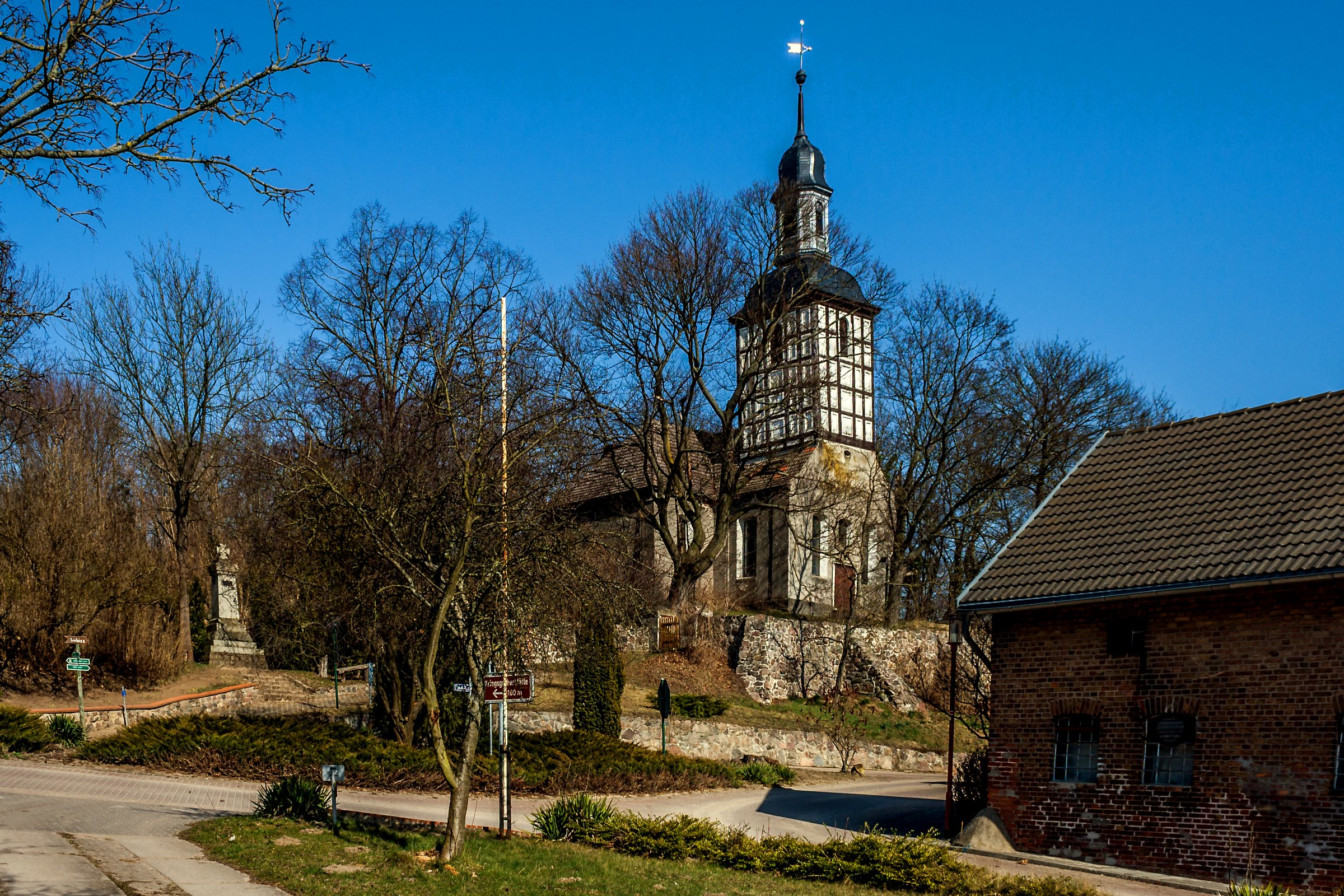
Dorfkirche Stolzenhagen (bei Lunow)

Die evangelische, denkmalgeschützte Dorfkirche Stolzenhagen (bei Lunow) steht in Stolzenhagen, einem Ortsteil der Gemeinde Lunow-Stolzenhagen im Landkreis Barnim von Brandenburg. Die Kirche gehört zum Kirchenkreis Barnim der Evangelischen Kirche Berlin-Brandenburg-schlesische Oberlausitz.

## Beschreibung
An die im Kern im 13. Jahrhundert gebaute Feldsteinkirche wurde 1737 nach Plänen von Peter Sucrow aus Eberswalde im Süden ein quadratischer Anbau aus verputzten Backsteinen angefügt, der die Saalkirche zu einem genordeten Bau auf T-förmigem Grundriss erweiterte. Der Anbau trägt einen quadratischen Dachreiter aus Holzfachwerk, der mit einer schiefergedeckten Glockenhaube bedeckt ist und mit einer achtseitigen Laterne abschließt. Das spitzbogige Portal der Saalkirche wurde vermauert.
Der Innenraum ist mit einer Flachdecke überspannt, die 1895 eine Deckenmalerei erhielt. Emporen befinden sich im Westen, Süden und Osten auf toskanischen Säulen. Zur Kirchenausstattung gehört ein Kanzelaltar von 1737, dessen Korb der Kanzel von korinthischen Säulen flankiert wird, die den Schalldeckel tragen, über dem sich ein Sprenggiebel befindet. Die Orgel auf der Empore im Süden wurde vor 1872 von Ferdinand Dinse gebaut.